# Michael Keating (Politikwissenschaftler)

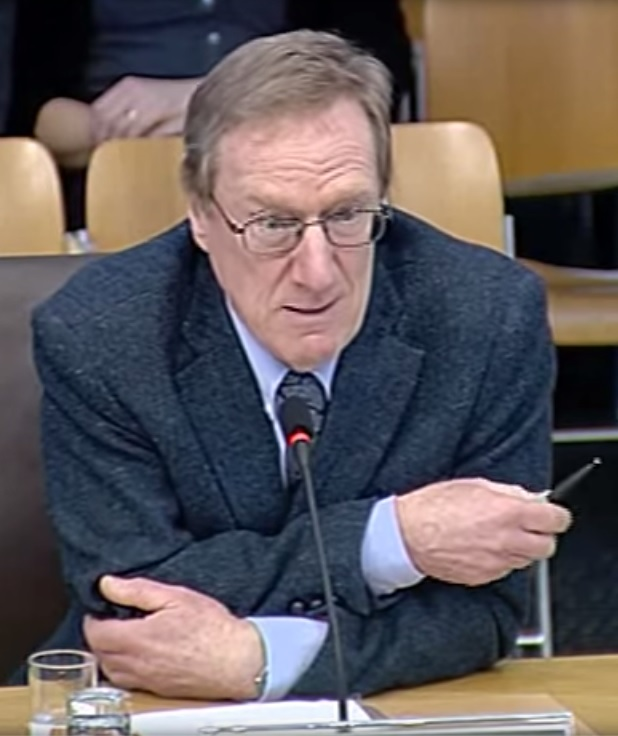
Michael Keating

Michael James Keating (* 2. Februar 1950) ist ein britischer Politikwissenschaftler und Hochschullehrer.

## Leben und Wirken
Michael Keating studierte Politikwissenschaft, Wirtschaftswissenschaft und Philosophie an der Universität Oxford, wo er 1971 den Bachelorgrad und 1975 den Magistergrad erwarb. Seine Promotion erfolgte 1975 am damaligen Glasgow College of Technology (seit 1993: Glasgow Caledonian University); dort gab er bereits (in Teilzeitbeschäftigung) Unterricht in Politik- und Wirtschaftswissenschaft. Von 1975 bis 1976 arbeitete er an der University of Essex, bis 1979 als Dozent an der North Staffordshire Polytechnic und bis 1988 an der University of Strathclyde. Von 1988 bis 1999 hatte Keating eine Professur für Politikwissenschaft in Kanada inne und zwar an der University of Western Ontario, von 2000 bis 2010 am European University Institute in Florenz. es folgten Lehrtätigkeiten an der University of Edinburgh (ab 2012) und an der University of Aberdeen (für schottische Politik). Gastprofessuren an mehreren in- und ausländischen Universitäten kamen hinzu.
In seinen Veröffentlichungen beschäftigt sich Keating neben der Politik Schottlands vor allem mit Nationalismus und Regionalismus in Europa.
Im Jahre 2010 erhielt er die Ehrendoktorwürde der Université Catholique de Louvain und 2022 der Universität Santiago de Compostela.
2005 wurde Keating Mitglied er Royal Society of Edinburgh, als deren Generalsekretär er seit 2021 tätig ist. 2012 wurde Keating Mitglied der British Academy.

## Veröffentlichungen (Auswahl)
- mit David Bleiman: Labour and Scottish nationalism. Macmillan, London 1979, ISBN 0-333-26596-3.
- mit Arthur F. Midwinter: The government of Scotland. Mainstream Publ., Edinburgh 1983, ISBN 0-906391-39-3.
- mit Barry Jones: Labour and the British state. Clarendon Press, Oxford 1985, ISBN 0-19-876186-4.
- mit Paul Hainsworth: Decentralisation and change in contemporary France. Avebury, Aldershot 1986, ISBN 0-566-05206-7.
- mit Robin Boyle: Remaking urban Scotland. Strategies for local economic development. Edinburgh University Press, Edinburgh 1986, ISBN 0-85224-531-9.
- The city that refused to die. Glasgow, the politics of urban regeneration. Aberdeen University Press, Aberdeen 1988, ISBN 0-08-036412-8.
- State and regional nationalism. Territorial politics and the European state. Harvester Wheatsheaf, New York 1988, ISBN 0-7450-0272-2.
- mit Arthur F. Midwinter und James Mitchell: Politics and public policy in Scotland. Macmillan, Basingstoke 1991, ISBN 0-333-52265-6.
- The politics of modern Europe. The state and political authority in the major democracies. Elgar, Aldershot 1993, ISBN 1-85278-573-X (2. Aufl. 1999).
- Nations against the state. Tthe new politics of nationalism in Quebec, Catalonia, and Scotland. Macmillan, Basingstoke 1996, ISBN 0-333-63174-9.
- Zur politischem Ökonomie des Regionalismus. In: Udo Bullmann (Hrsg.): Regionale Modernisierungspolitik. Nationale und internationale Perspektiven. Leske + Budrich, Opladen 1997, ISBN 3-8100-1444-3, S. 77–107.
- The new regionalism in Western Europe. Territorial restructuring and political change. Elgar, Cheltenham 1998, ISBN 1-85898-527-7.
- mit John Loughlin und Kris Deschouwer: Culture, institutions and economic development. A study of eight European regions. Elgar, Cheltenham 2003, ISBN 1-84064-701-9.
- Plurinational democracy. Stateless nations in a post-sovereignty era. 2. Auflage. Oxford University Press, Oxford 2004, ISBN 0-19-924076-0.
- The independence of Scotland. Self-government and the shifting politics of union. Oxford University Press, Oxford 2009, ISBN 978-0-19-954595-7.
- The government of Scotland. Public policy making after devolution. 2. Auflage. Edinburgh University Press, Edinburgh 2010, ISBN 978-0-7486-3849-9.
- Rescaling the European state. The making of territory and the rise of the meso. Oxford University Press, Oxford 2013, ISBN 978-0-19-969156-2.
- mit Malcolm Harvey: Small nations in a big world. What Scotland can learn. Luath Press, Edinburgh 2014, ISBN 978-1-910021-20-0.
- (Hrsg.): The Oxford handbook of Scottish politics. Oxford University Press, Oxford 2020, ISBN 978-0-19-882509-8.
- State and nation in the United Kingdom. The fractured union. Oxford University Press, Oxford 2021, ISBN 978-0-19-884137-1.